# Stanislaw Wladimirowitsch Lukin
Stanislaw Wladimirowitsch Lukin (russisch Станислав Владимирович Лукин; * 27. September 1981) ist ein russischer Sommerbiathlet in der Stilrichtung Rollski.
Stanislaw Lukin nahm in Otepää an den Sommerbiathlon-Weltmeisterschaften 2007 teil. Der Russe erreichte im Sprint mit zwei Schießfehlern den 27. Platz. Im Verfolgungsrennen konnte er sich trotz acht Fehlern um zwei Ränge auf Platz 25 verbessern. Lukin kam bislang nur sporadisch zu internationalen Einsätzen, zeigte aber mehrfach gute Leistungen, etwa als Drittplatzierter eines Sprintrennens in Ostrow im Rahmen des IBU-Sommercup 2008 hinter Michail Kotschkin und Wladimir Semakow.